# Знімальна камера

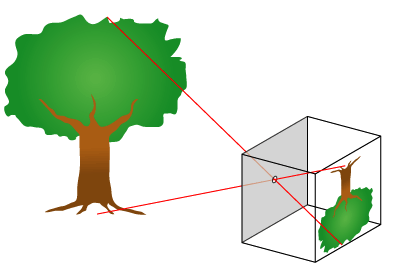
В основі всіх знімальних камер лежить принцип світлонепроникного короба з отвором, реалізований ще в камері-обскурі

Зніма́льна ка́мера, частіше просто ка́мера — узагальнена назва всіх оптичних пристроїв, призначених для запису або передачі зображення, як нерухомого, так і рухомого. У розмовній мові часто замінює всі інші терміни, такі як фотоапарат, кінокамера, телекамера, відеокамера та інші. Загальна назва «камера» відображає подібність принципу дії всіх цих пристроїв, в основі яких лежить світлонепроникна камера.
У більшості мов слово «камера» веде своє походження від терміна камера-обскура, що означає найбільш раннє з пристосувань для відображення навколишніх предметів. Камера-обскура була світлонепроникною кімнатою або ящиком з отвором в одній зі стінок. Внаслідок прямолінійності поширення світла на протилежній стінці утворюється перевернене дійсне зображення. Перша в історії фотографія «Вид з вікна в Ле Гра», зроблена Нісефором Ньєпсом близько 1826 року за допомогою такої камери. Надалі замість простого отвору стали використовувати збірну лінзу, а пізніше її замінили більш досконалим об'єктивом. На протилежній стінці кріпиться фотоматеріал або фотоматриця.
Відтоді принцип дії пристроїв для реєстрації зображення не зазнав істотних змін, і залишається спільним як для хімічних, так і для електронних технологій. Виняток становить тільки голографія, в якій не потрібно ніяких об'єктивів і світлонепроникних камер. Всі додаткові пристрої, що встановлюються в сучасні камери, мають допоміжний характер і призначені для підвищення зручності та якості знімання, або для прискорення передачі готових зображень на відстань. Деяка відмінність від загального принципу є в камерах світлового поля, які використовують масив вторинних мікрооб'єктивів в фокальній площині основного об'єктива.